# Чанг, Сара
Сара Чанг (англ. Sarah Chang; род. 10 декабря 1980, Филадельфия, кор. 張永宙/장영주 Чан Ёнджу) — американская скрипачка корейского происхождения.

## Биография
Родилась в семье музыкантов, приехавших в США в 1979: отец — скрипач, мать — композитор. Начала учиться игре на скрипке в четырёхлетнем возрасте. Училась в Джульярдской школе у Дороти ДеЛэй (её учениками были Ицхак Перлман, Гил Шахам, Шломо Минц и многие другие, включая отца Сары). Первый альбом «Дебют» записала в девятилетнем возрасте.

## Творческие контакты
Выступала с известнейшими оркестрами Европы и США под руководством Даниэля Баренбойма, Колина Дэвиса, Бернарда Хайтинка, Зубина Меты, Рикардо Мути, Андре Превина, Саймона Реттла, Пласидо Доминго и др. Играла в ансамблях с Мартой Аргерих, Ефимом Бронфманом, Лейфом Ове Андснесом, Йо-Йо Ма, Айзеком Стерном, Линном Харреллом, Ларсом Фогтом.

## Репертуар
В репертуаре Чанг сочинения Вивальди, европейских романтиков (Бетховен, Мендельсон, Брамс, Чайковский, Дворжак, Сибелиус), Рихарда Штрауса, Равеля, Сарасате, Прокофьева, Шостаковича и др.

## Признание
Премия журнала Граммофон «Юный артист года» (1993), Премия Эвери Фишера (1999), премия Международной музыкальной академии Киджи в Сиене (2004) и другие международные награды.